# Maximiano Valdés
Maximiano Valdés (Santiago del Cile, 17 giugno 1949) è un compositore e direttore d'orchestra cileno.
Maximiano Valdés è il direttore musicale della Orchestra Sinfonica del Principato delle Asturie in Spagna. Egli è anche il direttore musicale e direttore principale della Porto Rico Symphony Orchestra.

## Biografia
Maximiano Valdés fece il suo debutto americano nel mese di ottobre 1987 con la Orchestra Filarmonica di Buffalo e nel 1989 fu nominato direttore musicale dell'Orchestra, incarico che ha mantenuto fino al 1998. Durante la stagione 2007/2008, Valdés andò in tour con la sua orchestra nelle Asturie. L'orchestra ha viaggiato in Messico, Spagna e Cina.
Esistono diverse registrazioni di Maximiano Valdés e di recente ha firmato con la Naxos per registrare opere di compositori latino-americani e spagnoli con l'orchestra nelle Asturie.

## Impegni orchestrali nordamericani
- Baltimore Symphony
- Buffalo Philharmonic
- Calgary Philharmonic
- Dallas Symphony
- Edmonton Symphony
- Houston Symphony
- Indianapolis Symphony
- Louisiana Philharmonic
- Montreal Symphony
- National Arts Centre Orchestra
- National Symphony
- New World Symphony
- Phoenix Symphony
- Saint Louis Symphony
- San Diego Symphony
- Seattle Symphony
- Syracuse Symphony
- Vancouver Symphony

## Altri impegni orchestrali
- Orquesta Sinfónica Simón Bolívar (1978–1982)
- Dresden Philharmonie
- Russian State Symphony Orchestra (Luglio 2013)
- Warsaw Symphony
- Krakow Philharmonic
- Katowice Philharmonic
- Nice Opera Orchestra
- Lisbon Philharmonic
- Malaysian Philharmonic
- Orquesta Sinfonica d'Estado de São Paulo

## Impegni nei Festival Estivi
- Mann Music Center
- Caramoor Festival
- Interlochen Center for the Arts
- Grand Teton Music Festival
- Eastern Music Festival
- Chautauqua Symphony[6]
- Music Academy of the West
- Grant Park Symphony Orchestra